# Adres (proza użytkowa)
Adres – oficjalne pismo skierowane do grupy osób lub instytucji odgrywających dużą rolę w życiu publicznym, przeważnie o charakterze politycznym. Funkcje adresu to np. protest przeciw danej sytuacji, wyrażenie uznania dla działań odbiorcy adresu lub wyrażenie uznania jego żądań (adres hołdowniczy).